# 魔女宅急便
《魔女宅急便》是一部由吉卜力工作室製作，宮崎駿執導、製作與編劇，於1989年7月29日首映的日本奇幻動畫電影，該電影劇情根據角野榮子於1985年的同名小說所改編。電影改編了其中一部分故事。這部電影講述了一個年輕的魔女琪琪，離開家鄉展開獨立生活的成長過程。根據宮崎駿的說法，這部電影描繪出日本一般青春期女孩在孤獨與挫折中，找尋與現實共處的故事。
《魔女宅急便》在日本上映後，於同年獲得了Animage漫畫大獎。這是華特迪士尼公司和吉卜力工作室15年發行合作夥伴關係下發行的第一部電影。華特迪士尼影業於1997年製作了英文配音版，於在1998年5月23日在西雅圖國際電影節於美國進行戲院首映。

## 故事大綱
琪琪是一個實習魔女。依家族慣例，13歲的琪琪該離開家鄉，到新的城市展開獨立生活，修行成正式的魔女。她用她媽媽的掃帚，帶著她的同伴黑貓吉吉去開展她的新生活。
琪琪遷入了美麗的城市克里克。起初她不能適應城市的生活節奏，在麵包店女店主索娜的幫助下，琪琪用掃帚飛行的專長，开始了帮别人送快递的业务，還認識了對研究飛行抱持熱情的少年蜻蜓。後來琪琪在經歷了一些挫折之后也成長了许多，她必須獨自面對孤獨、憂慮和思鄉的情緒。 
有一天，琪琪因為心情鬱悶、對自己的行為感到疑惑時失去了法力。最終琪琪在她的新朋友兼畫家烏露絲拉的幫助下，克服了這些障礙。在一次飛船的意外中，琪琪為了拯救蜻蜓，在千鈞一髮之際恢复了飛行的能力並成功救了他。經過此事，琪琪的義舉獲得眾人的讚許與敬重，讓她重拾信心，繼續在城市裡執行送貨服務。

## 登場人物

琪琪與吉吉在抵達克里克後，飛越過鐘塔附近。這座受到斯德哥爾摩影響的城市對琪琪帶來安全感與獨立自主的心情

琪琪
本片的女主角，一位13歲的見習魔女，離開家鄉獨自生活。她並沒有強大的魔法，只有與她的貓吉吉對話和騎掃帚飛行的能力。個性純潔，也容易興奮與害羞，而且迷迷糊糊。初來克里克城鎮時對週遭人士物感到不適應，但隨著劇情進展陸續認識形形色色的人們，體會人情世故的同時逐漸建立信心，最終由於解救身陷飛船事故的蜻蜓而獲得城鎮居民的敬重，留在城鎮生活。
原作裡外型為長髮少女，動畫版中為了減少動畫師的工作量，吉卜力工作室最後決定將她設定為短髮少女，也參考了製作人助理鈴木敏夫當時13歲的女兒為模特兒。
吉吉
是琪琪所飼養的黑貓，可以與她互相溝通，後期因琪琪失去法力而無法溝通。影片最後跟白貓莉莉生了小貓（3隻白貓+1隻黑貓），還訓練小黑貓在琪琪飛行的刷子上練習平衡。
歐其諾
琪琪的父親，在原作小說裡為一名研究妖精和魔女的普通人類學者。
可琪莉
琪琪的母親，是個擅長調製草藥的魔女。
朵拉
常常來琪琪家中、委託琪琪母親可琪莉調理藥物來治療她的風濕的老奶奶。
魔女前輩
琪琪離開家鄉時在半途遇見的魔女。擅長占卜，態度有些高傲。也有一隻黑貓。
索娜
為人親切的麵包店老闆娘，幫助初次來到克里克市、找不到地方可住的琪琪寄宿在自己的店裡。個性十分樂觀。
索娜的丈夫
身材健壯的麵包師傅，在動畫版裡除了從口中哼出一些聲音外，刻意沒有一句對白的角色。原作本名為「福男」。
蜻蜓
一名嚮往能夠在天空飛行的少年，並與數名友人成立了專門探討飛行的俱樂部。本名為「柯普利」。
在偶然的情況下；遇見了騎在掃帚上飛行的琪琪，讓他想到同樣也是魔女的外婆，而對她產生了好奇心。
蜻蜓在故事裡的笑聲是以負責本作品角色設計的近藤勝也為範本。
烏露絲拉
居住在森林小屋裡的一位性格爽朗的女性畫家，19歲。琪琪從她言行以及繪製的作品上得到了許多啟發。
宮崎駿在琪琪與烏露絲拉準備前往森林小屋的分鏡圖上，描述著烏露絲拉爽快的性格令人想到了吉卜力工作室成員賀川愛。
瑪奇
居住在索娜家的麵包屋店面附近、儀態高雅的女服裝設計師，委託琪琪遞送禮物給她的外甥。
莉莉
瑪奇飼養的一隻漂亮母白貓，也是吉吉心儀的對象，最初雙方互相不喜歡。影片最後跟黑貓吉吉生了小貓（3隻白貓+1隻黑貓）。
叮噹
瑪奇的外甥子，是個年紀尚小的男孩。
傑夫
叮噹家裡飼養的老狗，年紀大了整天都在睡覺。心地善良，救了黑貓吉吉。
老婦人
是個行為舉止和藹、擅長調理糕餅料理的老婦人，非常關懷著琪琪。
阿美
老婦人家中一名同樣上了年紀的女侍，和老婦人關係良好，也曾經從外婆那邊聽過魔女的故事。不喜歡電器，但是因為喜歡冒險而對飛行船抱有很大的興趣。

## 聲演
| 角色                                                 | 配音              | 配音          | 配音     | 配音     | 配音            |
| 角色                                                 | 日本              | 臺灣          | 英屬香港 | 香港     | 美国            |
| 角色                                                 | 日本              | 臺灣          | 安樂     | 洲立     | 美国            |
| ---------------------------------------------------- | ----------------- | ------------- | -------- | -------- | --------------- |
| 琪琪（キキ）                                         | 高山南            | 楊小黎        | 盧素娟   | 郭碧珍   | 克斯汀·鄧斯特   |
| 烏露絲拉（ウルスラ）                                 | 高山南            | 劉小芸        | 袁淑珍   | 潘芳芳   | 詹妮·加羅法洛   |
| 吉吉（ジジ）                                         | 佐久間玲          | 陳季霞        | 葛民輝   |          | 菲尔·哈特曼     |
| 索娜（おソノ）                                       | 戶田惠子          | 陳季霞        | 雷碧娜   |          | 崔絲·馬可尼爾   |
| 蜻蜓（トンボ）                                       | 山口勝平          | 劉傑          | 謝月美   |          | 馬修·勞倫斯     |
| 可琪莉（コキリ）                                     | 信澤三惠子        |               |          | 潘芳芳   | 凱絲·索西       |
| 老婦人（老婦人）                                     | 加藤治子          | 崔幗夫        | 袁淑珍   |          | 德琵·雷諾       |
| 阿美（バーサ）                                       | 関弘子            | 錢欣郁        |          |          | 伊迪·迈克莱尔   |
| 歐其諾（オキノ）                                     | 三浦浩一          | 姜先誠        | 林國雄   |          |                 |
| 索娜的丈夫（フクオ）                                 | 山寺宏一          |               |          |          |                 |
| 瑪奇（マキ）                                         | 井上喜久子        | 雷碧文        |          |          |                 |
| 叮噹（ケット）                                       | 淵崎有里子        | 雷碧文        |          | 陳安瑩   | 帕美拉·艾德隆   |
| 叮噹的母親（ケットの母）                             | 土井美加          | 錢欣郁        |          | 潘芳芳   |                 |
| 叮噹的父親（ケットの父）                             | 土師孝也          | 劉傑          |          |          |                 |
| 叮噹的祖母（ケットの祖母）                           | 浅井淑子          |               |          |          | 茱莉亞·弗雷克特 |
| 朵拉（ドーラ）                                       | 齊藤昌            | 崔幗夫        |          |          |                 |
| 鐘塔的老伯伯（時計塔の番人）                         | 西村知道          | 沈光平        | 林国雄   |          |                 |
| 前輩魔女（先輩魔女）                                 | 小林優子          | 傅其慧        | 袁淑珍   |          | 黛比·戴瑞貝利   |
| 卡車司機（トラックの運転手）                         | 池水通洋          |               |          |          |                 |
| 旅館服務員（ホテルのフロント係）                     | 辻親八            | 林谷珍        |          |          | 馬特·K·米勒     |
| 飛行船船長（飛行船『自由の冒険号』の船長）           | 大塚明夫          | 林谷珍        |          |          | 約翰·霍斯特爾   |
|                                                      | 坂本千夏          | 使用原音      | 使用原音 | 使用原音 | 使用原音        |
| 警察（警官）                                         | 山寺宏一          | 李勇          |          |          |                 |
| 播音員（アナウンサー）                               | 山寺宏一          | 劉傑          |          |          | 科里·波頓       |
| 拿地毯刷的叔叔（デッキブラシを持っていたおじさん）   | 田口昂            | 沈光平        |          |          |                 |
| 老婦人的孫女（パイを届けられる少女）                 | 鍵本景子          | 錢欣郁        |          |          |                 |
| 老婦人孫女的朋友（パイを届けられる少女の仲間）       | 津賀有子 龜井芳子 | 雷碧文 傅其慧 |          |          |                 |
| 阿姨（キキが町に降りたったとき話すおばさん）         | 丸山裕子          |               |          |          |                 |
| 蜻蜓的朋友（「ナンパかよ」とトンボに話しかける少年） | 丸山裕子          |               |          |          |                 |

### 製作人員
- 原著：角野榮子
- 導演、製作人、編劇：宮崎駿
- 製作人助理：鈴木敏夫
- 製作：德間康快、都築幹彥、高木盛久
- 企劃：山下辰巳、尾形英夫、瀨悅祝
- 分鏡：宮崎駿、近藤喜文
- 人物設計：近藤勝也
- 作畫監督：大塚伸治、近藤勝也、近藤喜文
- 原畫：金田伊功、二木真希子、篠原征子、遠藤正明、河口俊夫、大谷敦子、賀川愛、福島敦子、井上俊之、森友典子、森本晃司、佐藤好春、保田夏代、杉野左秩子、渡邊浩、山川浩臣、羽根章悦、浦谷千惠、關野昌弘、新留俊哉、長谷川明子
- 動畫檢查：立木康子、館野仁美
- 美術監督：大野廣司
- 背景繪製：男鹿和雄、黑田聰、木下和宏、太田清美、長繩恭子、長嶋陽子
- 色彩設計：保田道世
- 色彩設計助手：片山由里子
- 畫面協調處理：高屋法子
- 畫面檢查：古谷由實、立山照代、小川典子、木村郁代、久田由紀
- 開頭標誌設計：林明子
- 演出助手：片淵須直
- 台詞編輯：山田富二男
- 調整：井上秀司
- 效果處理：佐籐一俊
- 效果處理助手：小野弘典、小林範雄
- 音樂：久石讓
- 音樂編導：高畑勳
- 主題曲與插入歌：荒井由實：、
- 音效製作：Omnibus Promotion
- 錄音室：東京電視台錄音中心
- 錄音：淺梨
- 審案協助：Mausu Promotion
- 宣傳處理：德山雅也
- 協力廠商：電通
- 技術協助：太陽色彩
- 編輯：瀨山武志
- 制作擔任：田中榮子
- 制作進行：川端俊之、木原浩勝
- 出品人：原徹、尾形英夫、漆戶靖治
- 製作動畫室：吉卜力工作室
- 《魔女宅急便》製作委員會：德間書店、大和運輸株式會社、日本電視台播放網

## 動畫製作

### 经过
1985年12月，電影製作公司風土舍開始策劃將角野榮子的兒童文學作品《魔女宅急便》改編為長篇動畫電影。在這個過程中，由於「宅急便」是日本大和運輸株式會社的註冊商標，因此首先向該公司提出贊助請求。初始階段，大和運輸由於原作未有得到同意的情況使用商標，導致公司內部出現過爭論。不過，根據日本商標法，並不需要得到公司的同意。不過由於該公司的商標——「一隻黑貓」——巧合地出現在故事中，大和運輸逐漸轉為積極態度，並最終同意成為該電影的主要贊助商。
到了1987年春季左右，風土捨與大和運輸通過電通向德間書店提出了合作申請，最終，吉卜力工作室承擔了電影的製作任務。為了獲得東映發行部長原田宗親的合作同意，日本電視台也積極參與了製作。最初的計劃是由一位年輕導演來執導電影。風土舍當初提出「請宮崎駿或高畑勳擔任導演或製片人」的建議，然而由於宮崎駿和高畑勳分別投入了《龍貓》和《螢火蟲之墓》等項目，他們無法承擔該任務，最終宮崎只能充當製片人的角色，最初被提名的年輕導演則是當時隸屬於東映動畫的佐藤順一。然而由於一系列原因，他在項目正式啟動前就離開了團隊。接下來選定片淵須直被選為導演人選。片淵在學生時代曾執導宮崎駿的《名偵探福爾摩斯》並編寫劇本，這為他進入動畫行業奠定了基礎。在當時他還是一個默默無聞的新人。然而，由於主要贊助商堅持認為「只有宮崎駿才能獲得投資，其他作品不考慮」為由，片淵最終放棄了導演職位，轉而以導演助理的身份參與該電影的製作。最終，在種種因素的影響下，宮崎駿不僅擔任了製片人的職責，還兼任了導演一職。。
直到《龍貓》的製作接近完成的時候，吉卜力工作室開始招募《魔女宅急便》的工作人員。最初確認的主要製作人員包括角色設計負責的首席動畫師近藤勝也，輔助工作由大塚伸治擔任，美術總監由男鹿和雄推薦的大野廣司擔當。大野所在的風雅工作室的社長水穀利春也同意並迅速決定了大野加入團隊。劇本最初由一色伸幸負責，但他完成的劇本未能符合作品的氛圍，在宮崎發表他的意見之後，吉卜力工作室拒絕這份草稿來作為《魔女宅急便》的劇本。宮崎隨後接手劇本的創作，一色則離開了項目。劇本完成後，宮崎駿開始了分鏡創作。途中，近藤喜文也協助了分鏡創作，但由於作畫進度的關係，他最終轉為擔任作畫監督。
在這部作品中，宮崎共兼任了製片人、編劇、分鏡、導演這四個角色。他未進行之前作品如《風之谷》、《天空之城》、《鄰居托托羅》中的作畫檢查工作，而是將這個角色交由作畫監督近藤勝也、近藤喜文和大塚伸治來擔當。不過作為一部長篇動畫電影，《魔女宅急便》的製作週期較短，而後半段插入了許多難度較高的群眾場景，因此團隊的工作負擔很大。高畑勳則擔任電影的音樂指導，是因為宮崎並沒有足夠的時間安排。此外，多次負責宮崎駿執導動畫配樂的久石讓，在替《魔女宅急便》製作配樂時因個人工作排程已相當緊湊，而請宮崎駿長年工作前輩、同時具有音樂方面涉獵的高畑勳協助擔任音樂編導一職。
在宮崎駿於海外尋找可作為動畫場景的地點返回日本後，他開始修改故事，創造新想法與修改人物。宮崎駿將琪琪發生的改變加入電影情節中（小說的比例較少），而且琪琪成長時面對的困難也特別強調。他並說到：「電影總是創造更逼真的感受，琪琪也將面對比小說中更嚴酷的挑戰。」但是角野榮子對於電影的改變並不同意，這也導致電影劇本完成受到耽擱，甚至差點在劇本製作階段胎死腹中。宮崎駿與製作助理鈴木敏夫於是前往角野榮子家中，並邀請她參觀吉卜力工作室。在她拜訪吉卜力工作室後，她同意繼續電影拍攝下去。宮崎駿後1988年6月18日完成草稿，並在7月8日公開。他也在此時透露他將要擔任導演的訊息，因為他對這部電影的影響已經很深了。

### 預算
《魔女宅急便》最初計劃共製作70分鐘的中篇動畫片，隨著製作進程的推進，在完成畫板則延長為102分鐘的劇情長片。製作進度的滯後使製作費用達到了4億日元，至少需要16億日元的票房收入才能實現盈利，該作最初由吉卜力工作室的前身德間書店發行，然而由於之前的作品《螢火蟲之墓》和《龍貓》在東寶發行時票房表現不佳，使東映經評估後決定終止發行吉卜力工作室的作品，從而使本作成為東映最後一部發行的吉卜力工作室作品。
該電影的實際的製片人是當時的《動畫之友》副編輯長鈴木敏夫，受到了東映的原田宗親的嚴厲批評：「宮崎先生也差不多結束了吧。票房一直在下降。」鈴木敏夫受到打擊後，前往已購買了電視播放權的日本電視台尋求合作。隨著該電視台決定提供資金支持，鈴木敏夫開始認為「電影必須要受歡迎」，並開始遊說該電視台在各種節目中宣傳本作，由此開啟了日本電視台對吉卜力工作室作品的支持。
儘管本作可能在票房上遭遇失敗，可能導致吉卜力工作室被迫停業，但由於日本電視台的宣傳效果，最終以21億5000萬日元的分銷收入（換算為2000年以後的票房收入為43億日元）成為吉卜力工作室首個受歡迎的作品。
原先《魔女宅急便》第一份對外公開的海報內容為琪琪騎著掃帚飛上天空的樣子，即一般大眾對於魔女的印象。但當時鈴木敏夫考慮到這部動畫的內容為一名少女在面臨青春期時心境上的改變，而要求將首次公開的海報內容先替換成琪琪坐在麵包店的櫃台裡、若有所思地凝視外頭的模樣。

### 作品背景
原作的劇情在電影中進行了相當程度的自由改編，由於小說的背景設定於北歐的某個虛構國家，所以宮崎駿與助手於是開始尋找與背景有關的景色。他們主要將目標放在斯德哥爾摩、阿德雷得、南澳大利亞與瑞典的哥得蘭島維斯比或斯德哥爾摩老城。城市的建築則是根據里斯本、舊金山巴黎、那不勒斯與東京的銀座街道來設計。值得一提的是，斯德哥爾摩和維斯比曾是宮崎駿於1971年在A Production（今新映動畫）時期，為幻影電影企劃《長襪子皮皮》製作所用的取景地。
儘管城市的名稱仍被稱為克拉克（Koriko），與原作保持一致，電影中的城市呈現出黑白電視，但也運用了舊式巴士和大型飛艇等屬於更早年代的元素。《魔女宅急便》的時代背景也受到許多影迷的討論，其中琪琪身上帶的晶體管收音機似乎是1950年代的樣式，而哈德利-佩吉 H.P.42（Handley Page H.P.42）這種飛機也曾出現在電影中，雖然8架哈德利-佩吉 H.P.42都在1941年之前就退役或被破壞了。宮崎駿後來解釋說《魔女宅急便》是發生在1950年代的平行世界中，第二次世界大戰不曾爆發過。
宮崎駿曾提到過維斯比是克里克的原型，雖然小說裡描繪的克里克遠比維斯比來的大。不過你可以在維斯比清楚的看到圍繞城市的石頭城牆、山丘上的市中心與鐘塔。琪琪在街道上飛行的背景則非常類似於維多利亞時代的阿德雷得市中心或是墨爾本。

## 主題
《魔女宅急便》電影探討了多個主題，其中一個主要主題是成熟。當琪琪離開支持她的父母後，必須面對作為青少年常見的問題，如尋找工作、尋求認可和照顧自己。電影還深入探討了脆弱性的概念。根據評論家馬克·希林（Mark Schilling）指出，在琪琪抵達克拉克的第二天清晨中有一個場景，琪琪匆忙返回房間，並把門砰地關上以避免被福男發現。然而，福男只是走出門來伸展胳膊，琪琪的古怪害羞行為則表達出「青春、脆弱和孤立」的一面。另一個重要主題是從傳統文化邁向現代社會的轉變。琪琪則成功地平衡了這兩種特質。例如他仍遵循著魔女穿著黑色的傳統，但又用亮紅色的蝴蝶結點綴頭髮。並保留了其他傳統習慣，如用木燃燒爐烘焙食物，以及騎著母親的舊掃帚飛行等。
在電影中，琪琪失去魔法能力被認為是她所面臨最嚴重的危機。她失去飛行能力的背後折射出了他陷入自我懷疑的傷害。這個困境使琪琪認識到脆弱並不總是導致失敗，反而能幫助她學到寶貴的教訓，更好地了解自己。至於吉吉曾是琪琪的智者之聲（想像中的伙伴），當當琪琪開始懷疑自己時，他無法再與吉吉溝通。但在電影結尾時，儘管琪琪克服了個人的挑戰，她仍無法完全理解吉吉，標誌著她已經新獲得的成熟和智慧。
在描繪琪琪作為女巫的角色時，有人將其與歷史或當代對女巫和巫術的看法進行了比較。電影融合了一些童話的慣例，如琪琪的黑貓伴侶、使用掃帚飛行，以及她的黑色服裝等。儘管在日本動畫中擁有魔法力量的女孩很常見，但宮崎駿指出：「女巫的魔法一直只是實現年輕女孩夢想的手段。她們一直成為沒有困難的偶像。」相比之下，琪琪無法將她的魔法力量作為實現願望的手段。
與宮崎駿其他電影中的角色進行比較，琪琪有著顯著的獨立性。雖然琪琪與《魔法公主》中的小桑性格上有明顯差異，小桑是一個被憤怒驅使的角色，但兩者都在試圖掌控自己的生活。這種強調獨立性的主題在宮崎駿早期作品中也有體現，比如《風之谷》中的娜烏西卡 。並與《神隱少女》中的千尋作為對比，琪琪是試圖追求獨立卻不失叛逆的年輕女孩。而他和千尋也在故事中在，透過朋友的幫助下培養了自己的獨立性。

## 音樂
與宮崎駿的其他電影一樣，久石讓為本片創作了配樂。動畫的片尾曲《若被溫柔包圍》及插入歌《口紅的傳言》由身為荒井由實歌迷的宮崎駿所選定。最初曾打算將荒井由實的另一歌曲《中央快速車道》選為開頭曲，但因歌詞內容明顯提及到日本當地的景點、不符合動畫背景風格，而改換成描寫著少女踏上旅程心情的《口紅的傳言》。
此外迪士尼英文配音版還包括原聲帶中的新歌。其中包括悉尼森林創作並演唱的兩首原創歌曲：《Soaring》和《I'm Gonna Fly》，分別取代《口紅的傳言》和《若被溫柔包圍》作為片頭和片尾曲。保羅·切哈拉還為日版中原本無聲的場景創作了新的器樂作品，例如《山嶽之王》的演繹。

### 音樂專輯
印象專輯
| 曲目                        | 創作/演唱          |
| --------------------------- | ------------------ |
| 1.媽媽的掃帚（）            | 作曲．編曲：久石讓 |
| 2.找尋街道（）              | 作曲．編曲：久石讓 |
| 3.城鎮的夜晚（）            | 作曲．編曲：久石讓 |
| 4.我很好（）                | 作曲．編曲：久石讓 |
| 5.在海灘的約會（）          | 作曲．編曲：久石讓 |
| 6.風之丘陵（）              | 作曲．編曲：久石讓 |
| 7.蜻蜓（）                  | 作曲．編曲：久石讓 |
| 8.莉莉與吉吉（）            | 作曲．編曲：久石讓 |
| 9.如此廣大的世界（）        | 作曲．編曲：久石讓 |
| 10.麵包屋老闆的窗戶（）     | 作曲．編曲：久石讓 |
| 11.突來的強風（）           | 作曲．編曲：久石讓 |
| 12.樹葉間透露陽光的小巷（） | 作曲．編曲：久石讓 |

原聲帶
| 曲目                          | 創作/演唱                                 |
| ----------------------------- | ----------------------------------------- |
| 1.晴朗的那一日（）            | 作曲．編曲：久石讓                        |
| 2.踏上旅程（）                | 作曲．編曲：久石讓                        |
| 3.能看見海的街道（）          | 作曲．編曲：久石讓                        |
| 4.飛天的宅急便（）            | 作曲．編曲：久石讓                        |
| 5.在麵包店幫忙（）            | 作曲．編曲：久石讓                        |
| 6.第一份工作（）              | 作曲．編曲：久石讓                        |
| 7.偽裝貓玩偶的吉吉（）        | 作曲．編曲：久石讓                        |
| 8.老狗傑夫（）                | 作曲．編曲：久石讓                        |
| 9.忙碌的琪琪（）              | 作曲．編曲：久石讓                        |
| 10.無法赴約的派對（）         | 作曲．編曲：久石讓                        |
| 11.索娜姊姊委託的事情（）     | 作曲．編曲：久石讓                        |
| 12.有螺旋槳的腳踏車（）       | 作曲．編曲：久石讓                        |
| 13.我不會飛了！（）           | 作曲．編曲：久石讓                        |
| 14.傷心的琪琪（）             | 作曲．編曲：久石讓                        |
| 15.前往烏露絲拉的小屋（）     | 作曲．編曲：久石讓                        |
| 16.神奇的一副畫（）           | 作曲．編曲：久石讓                        |
| 17.失控的自由冒險號（）       | 作曲．編曲：久石讓                        |
| 18.老爺爺的地板刷（）         | 作曲．編曲：久石讓                        |
| 19.用飛行地板刷構成的相會（） | 作曲．編曲：久石讓                        |
| 20.口紅的傳言（）             | 作詞‧作曲‧演唱：荒井由實 編曲：松任谷正隆 |
| 21.若被溫柔包圍（）           | 作詞‧作曲‧演唱：荒井由實 編曲：松任谷正隆 |

歌唱集
| 曲目                     | 創作/演唱                                                           |
| ------------------------ | ------------------------------------------------------------------- |
| 1.季節的交替（）         | 作詞：吉元由美 作曲．編曲：久石讓 演唱：井上杏美                    |
| 2.像是尋找著什麼（）     | 作詞：風堂美起 作曲．編曲：久石讓 演唱：井上杏美                    |
| 3.記憶的探索（）         | 作詞：風堂美起 作曲．編曲：久石讓 演唱：井上杏美                    |
| 4.內心的思緒（）         | 作詞：角野榮子 作曲．編曲：久石讓 演唱：井上杏美、MAI & YUMIKO-Chan |
| 5.黃昏下迷路的孩子們（） | 作詞：吉元由美 作曲．編曲：久石讓 演唱：寶野亞莉華                  |
| 6.變成鳥的我（）         | 作詞：麻生圭子 作曲．編曲：久石讓 演唱：寶野亞莉華                  |
| 7.我就是喜歡！（）       | 作詞：麻生圭子 作曲．編曲：久石讓 演唱：寶野亞莉華                  |
| 8.嚮往的城市（）         | 作詞：角野榮子 作曲．編曲：久石讓 演唱：MAI & YUMIKO-Chan           |
| 9.魔法的溫暖（）         | 作詞：麻生圭子 作曲．編曲：久石讓 演唱：井上杏美                    |

### 動畫宣傳用文宣
- 雖然有時會不如意，但我很好。（おちこんだりもしたけれど、私はげんきです。）──由糸井重里提供。
- 雖然有失落的時候，但我喜歡這座城市。（おちこむこともあるけれど、私はこの町がすきです。）──第二份公開的官方海報採用文宣。[50]

## 評價
| 媒體           | 累積評分 |
| -------------- | -------- |
| AllMovie       | [ 51 ]   |
| MUBI           | 8.0/10   |
| 爛番茄         | 98/100   |
| 網路電影資料庫 | 7.8/10   |

《魔女宅急便》在各界評論獲得廣泛好評，根據評論聚合網站爛番茄的統計，42位影評人中有98%對該片持正面評價，平均評分為8.1/10。該網站的共識評價是：「《魔女宅急便》是一個溫暖人心、精美細膩的故事，講述了一個年輕女巫在世界中尋找自己定位的旅程」。Metacritic使用加權平均值，根據15位影評人的評論，給予該片85分（滿分100分），表示「普遍讚譽」。

### 日本評價
《魔女宅急便》於1989年7月29日於日本上映，並吸引264萬人次觀看，票房為43億日圓，而發行收入為21億7千萬日圓。這部動畫獲得商業上的成功，也是日本1989年票房最高的電影。日本國內VHS銷售量超過100萬部，DVD銷售量超過30萬部。

### 海外評價
在日本海外方面的評價；羅傑·艾伯特在《艾伯特與電影》（Roger Ebert & The Movies）中給予《魔女宅急便》正面評價，而且他也將這部動畫視為是1989年最傑出的動畫電影之一。
1998年9月4日，《娱乐周刊》評選《魔女宅急便》為年度最佳影片。同年9月12日，《魔女宅急便》成為了第一部在西斯克爾和埃伯特秀上以正常電影評審方式，而不是在「本週精選影片」部分進行評論的影片。芝加哥論壇報的吉恩·西斯克爾和芝加哥太陽報的羅傑·伊伯特都給予了影片「兩個大拇指」的好評，伊伯特還將其評為1998年在美國上映的最佳動畫電影之一。
此外，這部影片在《嚮導雜誌》的「北美排名前50的動畫片」中排名第12位。其他評論也非常正面。安德魯·約翰斯頓（Andrew Johnston）在《紐約時代周刊》中寫道：「雖然故事明確地傳達了關於學會培養自信的道德，但琪琪從不教育人。故事有時間自然地展開……，這極大地增強了它所傳達的深度感。」
2020年12月，《時代雜誌》列出50部在串流媒體撥放適合闔家觀賞的電影（英語：Family Movies）佳片，本片榜上有名。2022年4月，《Paste (magazine)》評選前100名不限年份的最佳日本動畫電影，《魔女宅急便》排名第31名。同年5月，本片在Metacritic列出的影史百大動畫電影排名中名列第59名。2023年3月，本片在爛蕃茄發表「根據爛番茄評論家評比，100部不限時間的最佳日本動畫電影」排行榜名列第7名。

## 榮譽
| 標題                   | 獎項             | 名單             | 結果  |
| ---------------------- | ---------------- | ---------------- | ----- |
| 第12屆Anime Grand Prix | 最佳電影         | 《魔女宅急便》   | 獲獎  |
| 第12屆Anime Grand Prix | 最佳女性角色     | 琪琪             | 獲獎  |
| 第12屆Anime Grand Prix | 最佳動畫歌曲     | 《若被溫柔包圍》 | 獲獎  |
| 第44屆每日電影獎       | 最佳動畫電影獎   | 《魔女宅急便》   | 獲獎  |
| 第44屆每日電影獎       | 最佳動畫電影獎   | 《魔女宅急便》   | 獲獎  |
| 第11屆橫濱電影節       | 年度10大優秀電影 | 《魔女宅急便》   | 第5名 |
| 電影旬報十佳獎         | 年度日本電影     | 《魔女宅急便》   | 第1名 |
| 電影旬報十佳獎         | 日本電影導演獎   | 《魔女宅急便》   | 獲獎  |
| 第13屆日本電影學院獎   | 話題獎           | 《魔女宅急便》   | 獲獎  |
| 第13屆日本電影學院獎   | 人氣獎           | 《魔女宅急便》   | 獲獎  |
| 第七屆年度金總獎       | 日本電影金獎     | 《魔女宅急便》   | 獲獎  |
| 電影日                 | 特別成就獎       | 《魔女宅急便》   | 獲獎  |
| 埃蘭多爾獎             | 特別獎           | 《魔女宅急便》   | 獲獎  |
| 日本電影協會獎         | 最佳電影         | 《魔女宅急便》   | 獲獎  |
| 日本電影協會獎         | 最佳導演         | 宮崎駿           | 獲獎  |
| 文化廳                 | 最佳電影         | 《魔女宅急便》   | 獲獎  |
| 東京都文化榮譽         | 最佳電影         | 《魔女宅急便》   | 獲獎  |
| 第七屆年度賺錢導演獎   | 最佳導演         | 宮崎駿           | 獲獎  |

- 1990年：特別獎
- 1998年美國ENTERTAINMENT．WEEKLY雜誌：最佳影像部門第1名
- 文化廳優秀電影製作獎勵金補助作品

## 原作小說
原作小說為日本女性作家角野榮子於1982至1983年期間在雜誌上連載的作品，而動畫裡的內容主要改編自小說的第4章節送鳥籠的橋段。
在吉卜力改編為動畫數年後，角野榮子在1993年至2009年共推出了5篇續作：
- 《魔女宅急便2 琪琪的新魔法》
- 《魔女宅急便3 遇見另一位魔女》
- 《魔女宅急便4 琪琪談戀愛》
- 《魔女宅急便5 魔法的歇腳樹》
- 《魔女宅急便6 各自的出發》──系列最終回。

而根據小說改編的真人電影則於2014年上映。

## 發行

英文版DVD封面

### 影碟
《魔女宅急便》中文雙碟版DVD由博偉在臺灣發行，且由臺灣華特迪士尼負責中文版配音。中錄德加拉則在中國大陸發行中文版與日文版VCD。香港版DVD為洲立影視所發行。
早期的《魔女宅急便》英文版配音是由流線影業的卡爾·梅塞克（Carl Macek）所製作，這是德間書店為了日本航空國際航線而製作的。而琪琪則由聲優麗莎·麥可遜配音。之後華特迪士尼公司在1997年完成新版英語配音，並在1998年5月23日的美國西雅圖國際影展（Seattle International Film Festival）首映；並且為吉卜力工作室與華特迪士尼公司首次合作發行的吉卜力作品。美國版的家庭VHS及VCD於1998年9月1日開始發行。第1區專用的DVD則在2003年4月發售，與《神隱少女》及《天空之城》同時上市。

## 動畫細節

麵包店的名稱「Guchokipanya」。

- 片頭一開始出現的「魔女騎著掃帚飛行、身後方一隻貓緊抓著」模樣的圖騰，由繪製原作小說插圖的畫家林明子所設計。[32]
- 動畫前段琪琪家鄉在樹上綁的鈴鐺，在原作小說是為了提醒其他人注意到琪琪在飛行時勾到樹枝而發出鈴聲用的東西，並且為原作者角野榮子指定一定要在動畫出現的景物。[75]
- 索娜的麵包店名稱「Guchokipanya」是角野榮子所想到的俏皮話，是參考猜拳的剪刀、石頭、布而來的。[76]
- 初到克里克城的琪琪因飛行不穩在街上造成交通混亂的場景中；有一輛巴士的側面寫著「STUDIO GHIBLI」（吉卜力工作室）。[77]
- 琪琪在烏露絲拉小屋裡所看到的畫作其原始範本，是來自青森縣八戶市市立湊中學障礙班所創作的「穿越彩虹上空的飛船」。[75]該作品指導老師為「坂本小九郎」先生。[78]
- 片尾前借給琪琪地板刷的老爺爺和眾人看著電視轉播的一幕裡，右上方有一名戴著粗框眼鏡、長相和宮崎駿相同模樣的人物。[75]
- 男主角在麵包店前等女主角時看錶。以該劇出現的飛行科技與電視轉播技術推論，該時空背景不應有1969年才問世的石英錶(石英危機 （页面存档备份，存于）)。

## 影響
《魔女宅急便》亦影響部分動畫從業人士的創作。2022年11月，日本動畫導演新海誠的動畫長片作品《鈴芽之旅》正式發行，新海誠在訪談中提及這部電影在創作過程中融入《魔女宅急便》的影響。